# Václav Viktorín
Václav Viktorín (11. května 1849 Vraňany – 1. června 1924 Praha-Nové Město), byl český operní pěvec, barytonista a pedagog.

## Život
Narodil se ve Vraňanech v rodině chalupníka Václava Viktorína. Své vzdělávání zaměřil tak, aby mohl být učitelem. Jako vesnický učitel pak působil na vesnických školách na Roudnicku a Mělnicku. Určité hudební vlohy vycházely částečně i z jeho učitelského povolání, ale zpěvu se začal věnovat poměrně pozdě, a to v pěveckých sborech. Jeho nesporný talent objevil ředitel ND F. A. Šubert. Rok navštěvoval Viktorín v Praze Pivodovu pěveckou školu a následně nastoupil profesionální dráhu. V roce 1885 byl angažován v Národním divadle jako barytonista a zde také setrval až do roku 1907. První Viktorínovou rolí na prknech ND byla role Královského hlasatele ve Wagnerově Lohengrinovi a poté dvakrát dostal roli Poustevníka ve Weberově Čarostřelci. Během působení v ND vytvořil nespočet rolí, účinkoval v řadě českých premiér a vytvořil postavy i v evropském repertoáru. V roce 1907 zanechal umělecké dráhy a soustavně se věnoval pěvecké pedagogice. Výjimečně hostoval mimo Prahu a v roce 1917 se podílel na přípravě Smetanovy výstavy v Praze. Vystupoval též koncertně, jako pěvec lidových písní nebo v oratoriích a kantátách. Zemřel v Praze v roce 1924.

## Galerie

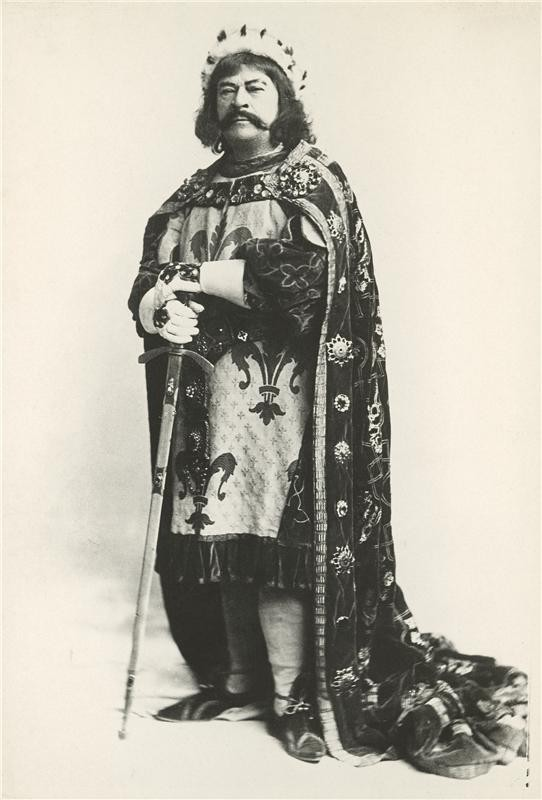
Václav Viktorín v roli českého krále Vladislava v opeře Dalibor
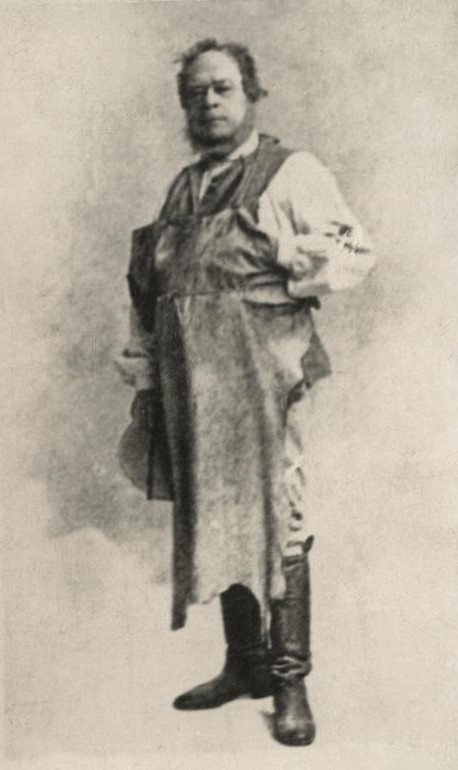
Václav Viktorín v roli Mistra zednického v opeře Tajemství